# Igor Peshkov
Igor Peshkov (7 de enero de 1965) es un deportista kazajo que compitió en judo. Ganó una medalla de plata en el Campeonato Asiático de Judo de 1993, en la categoría de +95 kg.

## Palmarés internacional
| Campeonato Asiático | Campeonato Asiático | Campeonato Asiático | Campeonato Asiático |
| Año                 | Lugar               | Medalla             | Categoría           |
| ------------------- | ------------------- | ------------------- | ------------------- |
| 1993                | Macao (Portugal)    | Medalla de plata    | +95 kg              |